# Yossef Fein
 (mars 2019).
Si vous disposez d'ouvrages ou d'articles de référence ou si vous connaissez des sites web de qualité traitant du thème abordé ici, merci de compléter l'article en donnant les références utiles à sa vérifiabilité et en les liant à la section « Notes et références ».
Yossef Fein (יוסף פיין) fut un protagoniste influent du sionisme.

## Biographie
Il naît en 1903 à Metoula, d'une famille de pionniers comptant parmi les fondateurs de Metoula et de Yessod Haméala. Il dirige la formation de groupes de pionnières, parmi lesquelles Sara Malhin et Hayouta Bossel. Yossef Fein prend part aussi à la défense de Metoula et de Tel Haï. Il part s'installer à Migdal, puis passe à Houlda et enfin s'installe à Degania. C'est alors qu'il apprend l'arabe qu'il parlera couramment.
Fein joue alors un rôle important dans l'entreprise d'achat de nouveaux terrains et dans celle de la défense des implantations, tel que le kibboutz Hanita. Il s'exprime ainsi dans une lettre envoyée à ses enfants restés à Degania : "Ce n'est pas par plaisir que je suis absent de la maison. Ici dans le pays, certains se sont fixé comme but la destruction de ce que nous avons entrepris, et en contrepartie, nous devons construire d'autres "Degania". Vous aussi, à votre tour, vous fonderez vos propres "Degania" et vos propres "Hanita"".
Fein, de par sa connaissance de l'arabe, participe activement au passage d'immigrants par la frontière syrienne, avant et pendant la Guerre d'Indépendance.
Yossef Fein meurt en 1949.